# Robert Tigerstedt
Robert Adolph Armand Tigerstedt  (* 28. Februar 1853 in Helsinki; † 12. Februar 1923 ebenda) war ein finnischer Physiologe. Bekannt wurde er für die Entdeckung des Enzyms Renin, die ihm zusammen mit seinem Studenten Per Bergman 1898 am Karolinska-Institut gelang.

## Allgemeines
Tigerstedt war zu seiner Zeit ein international angesehener Physiologe, dessen Lehrbücher Standardwerke waren. Insbesondere befasste er sich mit der Physiologie des Blutkreislaufs, aber auch mit Ernährung und Stoffwechsel. So erfand er einen Respirationsapparat zur Messung der Atemgase, den Tigerstedt-Sonden Respiratonsapparat.
Zudem wirkte er als Sozialreformer und war Mitglied der Abstinenzbewegung.

## Biografie
Sein Vater Karl Konstantin Tigerstedt war Geschichtsprofessor an der Universität Helsinki. Robert Adolph Armand Tigerstedt ging in Turku auf das Gymnasium und studierte anschließend Naturwissenschaften an der Universität Helsinki, unter anderem bei dem Chemiker Carl Axel Arrhenius. Nach dem Abschluss im Jahr 1876 studierte er Medizin in Helsinki und promovierte 1881 mit einer Dissertation über mechanische Nervenreizung. 1881 ging er nach Stockholm ans Karolinska-Institut in die Abteilung Physiologie, wo er zunächst Assistent von Christian Lóven (1835–1904) war und 1886 dessen Nachfolge als Professor übernahm. 1901 kehrte Tigerstedt nach Helsinki zurück, wo er Nachfolger von Konrad Hällstén (1835–1913) wurde. 1916 bis 1919 war er Dekan der medizinischen Fakultät. 1918 arbeitete er als Arzt in einem finnischen Kriegsgefangenenlager und schrieb darüber einen kritischen Bericht. 1919 ging er in den Ruhestand, blieb aber weiter wissenschaftlich aktiv, bis er 1923 an einem Herzanfall starb.
Tigerstedt war seit 1878 verheiratet und hatte drei Kinder.

## Auszeichnungen
1912 erhielt Tigerstedt die Cothenius-Medaille. 1890 wurde er Mitglied der Königlich Schwedischen Akademie der Wissenschaften und 1908 auswärtiges Mitglied der Königlich Dänischen Akademie der Wissenschaften. Zweimal wurde er für den Nobelpreis nominiert und war mehrfacher Ehrendoktor (Tartu, Dublin, Oslo, Helsinki, Groningen). Im Jahr 1919 wurde er zum Mitglied der Leopoldina gewählt. 1922 wurde er zum korrespondierenden Mitglied der Göttinger Akademie der Wissenschaften sowie der Bayerischen Akademie der Wissenschaften gewählt.
Der Robert Tigerstedt Award der International Society of Hypertension wird ihm zu Ehren vergeben.

## Schriften
- Lehrbuch der Physiologie des Kreislaufes: achtzehn Vorlesungen für Studierende und Ärzte. Von Robert Tigerstedt, Professor der Physiologie am Carolinischen Medico-Chirurgischen Instituts in Stockholm. Verlag: von Veit & Comp., Leipzig 1893
- Lehrbuch der Physiologie des Menschen. Zweiter Band. Verlag von S. Hirzel, Leipzig 1897
- Handbuch der physiologischen Methodik. Erster Band. Allgemeine Methodik; Protisten, Wirbellose Tiere, Physikalische Chemie; Stoff- und Energiewechsel. Herausgegeben von Robert Tigerstedt. Verlag von S. Hirzel, Leipzig 1911
- Handbuch der physiologischen Methodik. Zweiter Band. Zweite Hälfte. Hämodynamik: die körperlichen Elemente des Blutes. Herausgegeben von Robert Tigerstedt. Verlag von S. Hirzel, Leipzig 1913
- Handbuch der physiologischen Methodik. Dritter Band, Vierte Abteilung, Zentrales Nervensystem. Herausgegeben von Robert Tigerstedt. Verlag von S. Hirzel, Leipzig 1910
- Die Physiologie des Kreislaufes. 2., stark vermehrte und verbesserte Auflage. Vereinigung Wissenschaftlicher Verleger Walter de Gruyter, Berlin: 
  - Erster Band: Die Bewegung des Herzens. 1921
  - Zweiter Band: Die Innervation des Herzens. 1922
  - Dritter Band: Die Strömungen des Blutes im großen Kreislauf. 1922
  - Vierter Band: Innervation der Blutgefäße. 1923.
- Physiologische Übungen und Demonstrationen für Studierende, S. Hirzel 1913